# Kevin Vermaerke
Kevin Vermaerke, né le 16 octobre 2000 à Rancho Santa Margarita, est un coureur cycliste américain, membre de l'équipe dsm-firmenich PostNL.

## Biographie
Kevin Vermaerke rejoint l'équipe Hagens Berman-Axeon en 2019. 

## Palmarès sur route

### Par année
- 2017
  - 2e du championnat des États-Unis sur route juniors
- 2018
  - Omloop van de Maasvallei
  - 8e du championnat du monde sur route juniors
- 2019
  - 2e étape de la Redlands Bicycle Classic
  - Liège-Bastogne-Liège espoirs[2]
  - 2e de la Redlands Bicycle Classic
- 2023
  - 3e de l'Arctic Race of Norway
- 2024
  - 3e de l'Arctic Race of Norway
  - 4e de la Classique de Saint-Sébastien
  - 7e d'Eschborn-Francfort

### Résultats sur les grands tours

#### Tour de France
2 participations
- 2022 : abandon (8e étape)
- 2023 : 61e

#### Tour d'Italie
1 participation
- 2024 : 29e

### Classements mondiaux
| Année                                 | 2019  | 2020  | 2021  | 2022  | 2023 | 2024 |
| ------------------------------------- | ----- | ----- | ----- | ----- | ---- | ---- |
| Classement mondial                    | 1141e | 1276e | 1794e | 1066e | 193e | 82e  |
| UCI America Tour                      | 152e  | 106e  | 296e  | 124e  | 17e  | 11e  |
|                                       |       |       |       |       |      |      |
| Légende : nc = non classéSource : UCI |       |       |       |       |      |      |

## Palmarès en VTT
- 2017
  -  Champion des États-Unis de cross-country juniors